# Audrey Landers
Audrey Landers (registrada como Audrey Hamburg, Filadelfia, Pensilvania, 18 de julio de 1956) es una actriz y cantante estadounidense, reconocida por interpretar a Afton Cooper en la popular serie de televisión Dallas y por su rol como Val Clarke en la película A Chorus Line (1985).

## Carrera
Landers nació en Filadelfia y se mudó a Los Ángeles en su juventud. Antes de unirse a Dallas actuó como invitada en varias series de televisión, incluyendo The Dukes of Hazzard, La isla de la fantasía, The Love Boat y Battlestar Galactica y apareció como panelista en el programa de concurso Match Game 79. 
A los 24 años consiguió el papel que propulsó su carrera: el de Afton Cooper en la mundialmente famosa serie Dallas; un personaje que interpretó durante 84 episodios, desde 1981 hasta 1984, y en otros episodios en 1989. También apareció en la película para televisión El regreso de J. R. (1996). En 2013 retomaría su papel de Afton Cooper en varios episodios de la segunda temporada de la nueva versión de Dallas.
En Dallas, su personaje era un cantante de discoteca, lo cual en cierta manera era verdad: Landers ya había grabado dos sencillos en la década de 1970, y durante su paso por Dallas grabó su primer álbum, Little River (1983). Desde entonces, ha lanzado más de una docena de álbumes, principalmente para compañías discográficas europeas en donde ha grabado con gran éxito. 
Después de dejar el reparto de Dallas en 1984, fue elegida por el director Richard Attenborough como Val Clarke en la versión cinematográfica del musical A Chorus Line (1985). 
En la década de 1990 apareció en la miniserie de televisión Lucky Chances de Jackie Collins. De 1990 a 1992 interpretó el papel de Charlotte Hesser, la hija mayor del jefe de la mafia de Pensilvania, Carlo Hesser, en la serie diurna de la ABC One Life to Live.
Con sus pequeños hijos como inspiración, Landers creó la serie de televisión para niños The Huggabug Club en 1996, para la cual, además de escribir los guiones, también escribió las más de 250 canciones originales que se interpretaron en la serie. Su compañera (y madre), Ruth Landers, produjo la serie y la donó a la televisión pública para su emisión durante 5 años. 
En 2006, coescribió y codirigió la película de aventuras Circus Island, una producción de Ruth Landers.

## Discografía
- 1983 - Little River
- 1984 - Holiday Dreams
- 1985 - Paradise Generation
- 1986 - Country Dreams
- 1988 - Secrets
- 1990 - My Dreams For You
- 1991 - Rendez-Vous
- 1991 - Das Audrey Landers Weihnachtsalbum
- 2005 - Spuren eines Sommers
- 2006 - Dolce Vita
- 2010 - Spuren Deiner Zärtlichkeit

## Listas de éxitos
| Año  | Álbum               | ALE | AUS | SUI | NZ | SUE |
| ---- | ------------------- | --- | --- | --- | -- | --- |
| 1983 | Little River        | —   | —   | —   | 4  | 19  |
| 1984 | Wo der Südwind weht | 4   | 13  | 12  | —  | —   |
| 1985 | Paradise Generation | 52  | —   | 14  | —  | —   |
| 1986 | Weites Land         | 16  | —   | —   | —  | —   |